# ویلیام اچ. هیوود، جونیور
ویلیام اچ. هیوود، جونیور (به انگلیسی: William H. Haywood, Jr.) سناتور سابق عضو حزب دموکرات ایالات متحده آمریکا بود. وی در سال ۱۸۴۳ تا ۱۸۴۶ میلادی سناتور ایالت کارولینای شمالی در سنای ایالات متحده آمریکا بود.